# شهرستان قره‌قیه
شهرستان قره‌قیه (به قزاقی: Қарақия ауданы، قاراقيا اۋدانى) یکی از شهرستان‌های استان مین‌قشلاق قزاقستان است. شهرستان قره‌قیه ۳۲٬۳۰۴ نفر جمعیت دارد و مرکز آن روستای قوریق است.
نام قره‌قیه به زبان قزاقی به معنی «آرواره سیاه» است.